# Dan Gosling
Daniel Gosling  (Brixham, Inglaterra, Reino Unido, 1 de febrero de 1990) es un exfutbolista inglés que jugaba de centrocampista.

## Trayectoria

### Plymouth Argyle
Nacido en Brixham, Devon, fue descubierto por los reclutadores del Plymouth Argyle cuando él estaba jugando en la parte inferior-12 del club de su ciudad Brixham United. El 9 de diciembre de 2006, a la edad de 16 años y 310 días, hizo su debut profesional contra el Hull City, que se presenta como una primera mitad sustituto del lesionado capitán Paul Wotton y se convirtió en el debutante más joven de cuarto. Su debut llegó el día de Año Nuevo de 2007, contra el Southampton FC en el Home Park. Él demostró su versatilidad en una sólida actuación, moviendo de derecha-centro del campo para el lateral derecho después de una lesión temprana del defensa Mathias Kouo-Doumbé.
Se estableció como un habitual en el equipo de reserva, y sus impresionantes actuaciones se notó por el gerente Ian Holloway. A principios de marzo de 2007 se entrenó durante una semana con el Chelsea FC junto con sus compañeros de equipo Luke Summerfield y Scott Sinclair. Ese mismo año fue nombrado jóvenes Personalidad Deportiva del Herald del Año en 2007.

### Everton
En enero de 2008, Gosling firmó un dos y un contrato de medio año con  el Everton FC de la Premier League, días después del que el jugador Lukas Jutkiewicz fue cedido al Plymouth Argyle. Su debut con el primer equipo llegó en un 1-0 victoria contra Middlesbrough FC en diciembre de 2008, y su primer gol para el club se produjo dos días después en una victoria de 3-0 sobre el Sunderland AFC en Goodison Park. Tras el partido, se le dio una ovación de pie por sus propios compañeros de equipo en el vestidor.
En febrero de 2009, Gosling entró como sustituto y anotó el único gol en la Copa FA en la cuarta ronda en Goodison Park contra el Liverpool FC en el minuto 118. Un error por las emisoras en vivo ITV durante el partido significó el objetivo era perdido por millones de televidentes, entre ellos la madre de Gosling Hilary. El gol marcado ante el Liverpool fue votado 'Gol de la Temporada' del Everton por los aficionados del club. Luego pasó a jugar en la final de la FA Cup 2009, de entrar como sustituto del segundo tiempo.
En la temporada 2009-10, Gosling era sobre todo en el banco para los juegos de la liga, pero estaba en el once inicial para la mayoría de la Copa de la Liga y la Liga de Europa los partidos. En marzo de 2010, que se rompió el ligamento cruzado anterior después de una colisión con el Wolverhampton Wanderers portero Marcus Hahnemann, y fue descartado para jugar durante nueve meses.

### Las negociaciones del contrato y salir
Las negociaciones para una extensión de contrato comenzaron en mayo de 2009. Gosling declaró "no hay otro club que preferiría estar en", sin embargo ninguna extensión se acordó y su contrato con el Everton venció el 30 de junio de 2010. Durante las negociaciones del contrato Gosling fue representado por David Hodgson, un abogado y exjugador de fútbol profesional.
El 6 de julio de 2010, el Daily Mirror informó que el tribunal PFCC decisión 's permitió Gosling dejar Everton bajo la sentencia Bosman, sin compensación que se paga por el club que firman el jugador. El Daily Mail informó que el jugador ganó EUR 8.000 por semana y había rechazado una oferta verbal de un £ 15,000 un contrato semana de Everton. Everton se debe presentar un contrato con mejores condiciones que el contrato existente para Gosling antes de la fecha límite del 30 de mayo para permitir que el club para recibir compensación de cualquier club de Inglés interesado en la firma Gosling. El importe de la compensación ha sido reportado como siendo tan alto como 4 millones de libras esterlinas.
El tribunal PFCC basado su decisión sobre la oferta de contrato de Everton siendo verbalmente arreglado y no por escrito: tenía el contrato sido escrito el club de Merseyside habría tenido derecho a una indemnización debería Gosling se han trasladado a otro club inglés (pero no a un club no-Inglés) ya que es menor de 24 años de edad. La decisión del tribunal también significó que el club anterior Gosling Plymouth Argyle recibiría ninguna cantidad monetaria a pesar de una cláusula de liquidación en el contrato Everton de Gosling. A medida que expiró el contrato de juego Everton y Plymouth también ya no tienen derecho a las contribuciones de solidaridad a pesar de que el jugador de ser registrado en los clubes antes de cumplir los 23. Durante la temporada de Plymouth entró en la administración.

### Newcastle United
El 22 de julio de 2010 fichó por el Newcastle United Hizo solo una aparición en su primera temporada en el club, debido a un problema de continuar con la rodilla, lo que resulta en la cirugía en febrero de 2011. Desde sustituto de ese momento, él solo hizo apariencias, debido a la vinculación prominente de Cheick Tioté y Yohan Cabaye. Tras la salida de Cabaye en enero de 2014, comenzó a ser utilizado con más frecuencia hasta el final de la temporada. Su único gol para el club entró en una derrota por 3-1 ante el Manchester City el 19 de noviembre de 2011, que terminó invicto las urracas 'para la temporada 2011-12.

### Blackpool (préstamo)
El 4 de octubre de 2013 firmó un acuerdo de préstamo de tres meses con Blackpool FC. Regresó en enero de 2014, después de haber hecho 14 apariciones.

### Bournemouth
El 16 de mayo de 2014 acordó un contrato por cuatro años con AFC Bournemouth.

## Selección nacional
Ha sido internacional con la selección de fútbol sub-21 de Inglaterra.

## Clubes
| Club                     | País       | Año       |
| ------------------------ | ---------- | --------- |
| Plymouth Argyle F. C.    | Inglaterra | 2006-2008 |
| Everton F. C.            | Inglaterra | 2008-2010 |
| Newcastle United F. C.   | Inglaterra | 2010-2014 |
| Blackpool F. C. (cedido) | Inglaterra | 2013-2014 |
| AFC Bournemouth          | Inglaterra | 2014-2021 |
| Watford F. C.            | Inglaterra | 2021-2023 |
| Notts County F. C.       | Inglaterra | 2023-2024 |

## Palmarés

### Títulos nacionales
| Título                       | Club            | País       | Año     |
| ---------------------------- | --------------- | ---------- | ------- |
| Football League Championship | AFC Bournemouth | Inglaterra | 2014-15 |